# VV Oldenzaal
vv Oldenzaal is een Nederlands amateurvoetbalclub gevestigd in Oldenzaal en uitkomende in de Vierde klasse in het KNVB-district Oost (2020/21). De club speelde in de jaren 50 van de twintigste eeuw enkele seizoenen betaald voetbal.

## Geschiedenis

### De oprichting
Op een maandagavond in mei 1914 kwamen enkele voetballiefhebbers samen die een voetbalclub wilden oprichten. Dat waren Bernard en Willem Bruins, Willem Hartkamp, Herman Tukkers, Hendrik Hommen, Jules Kaptein, Albert en Chris-Jan Kip, J. Peters, B. Visscher en H. Wilderink. Het kwam tot een oprichtingsvergadering, die plaatsvond op 24 mei 1914 in café Hazewinkel aan de Bentheimerstraat. Als naam werd gekozen "Spartaces". De vermoedelijke bedenker hiervan was Jans Peters.

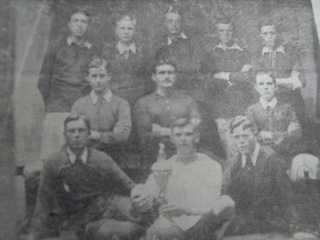
Spartaces na een bekerwedstrijd in 1915.
Zittend:B.Bruins, J.Jansen en W.Bruins;
Knielend: G.van Midden, H.Wilberink en C.Kip;
Staand: J.Hofstede, W.Hartkamp, P. van Midden, J.Kaptein en E.Engbers

Het veld verkreeg men aan de Hengelosestraat. De eerste wedstrijd werd gespeeld tegen een andere Oldenzaalse voetbalclub, namelijk "OFC". Met betrekking tot de bal die voor de ontmoeting aangeschaft moest worden, is een verhaal bekend dat het geld hiervoor bijeen gebracht werd door middel van een collecte onder de Oldenzaalse bevolking. Pas op de avond vlak voor de wedstrijd kon de bal worden gekocht. Over de uitslag kan men kort zijn, "Spartaces" verloor met 8–0.
Er was een veld en men speelde regelmatig vriendschappelijke wedstrijden, maar dat was natuurlijk niet voldoende. De beste optie was om competitievoetbal te gaan spelen. "Spartaces" meldde zich in 1916 aan bij de Twentsche Voetbalbond (TVB) en werd ingedeeld in de 3e klasse A.
De eerste competitiewedstrijd werd gespeeld op 8 oktober 1916. De tegenstander was Enschedese Boys 4 en het duel eindigde in een 3–0-overwinning voor Spartaces.

### Naamswijziging
Om verwarring met de Rotterdamse voetbalclub "Sparta" te voorkomen moest de naam "Spartaces" worden gewijzigd. In het officiële orgaan van de T.V.B. van 24 oktober 1916 stond de volgende mededeling:
:Verandering clubnaam: "Spartaces" uit Oldenzaal wordt "Oldenzaal".
VV Oldenzaal kreeg, na eerst een veld aan de Hengelosestraat te hebben bespeeld, in augustus 1922 de beschikking over het legendarische veld "t Heuveltje", met de Brits-ogende tribune aan de Haerstraat.

### De eerste amateurperiode
In de periode tot de overstap naar het betaald voetbal is de club een aantal keer kampioen geworden, gepromoveerd en gedegradeerd. Na het kampioenschap in 1927 bij de T.V.B. werd er gepromoveerd naar de competities die door de Nederlandse voetbalbond, de huidige KNVB, werden georganiseerd.
| seizoen   | resultaat                | gevolg                                                                              |
| --------- | ------------------------ | ----------------------------------------------------------------------------------- |
| 1919-1920 | Het eerste kampioenschap | Echter geen promotie in verband met het verlies van het promotie/degradatieduel     |
| 1926-1927 | Kampioen                 | Promotie van de T.V.B. naar de 4e klasse N.V.B.                                     |
| 1928-1929 | Kampioen                 | Promotie naar de 3e klasse N.V.B.                                                   |
| 1930-1931 | Degradatie               | Terug naar de 4e klasse N.V.B.                                                      |
| 1936-1937 | Kampioen                 | Terug naar de 3e klasse N.V.B.                                                      |
| 1937-1938 | Kampioen                 | Geen promotie in verband met de laatste plaats in de promotie/degradatie competitie |
| 1942-1943 | Kampioen                 | Geen promotie. N.V.B. riep de competitie uit tot een noodcompetitie                 |
| 1943-1944 | Kampioen                 | Promotie naar de 2de klasse, na beslissingwedstrijden tegen TAR.                    |
| 1949-1950 | Degradatie               | Terug naar de 3de klasse                                                            |
| 1951-1952 | Kampioen                 | Promotie naar de 2de klasse na beslissingswedstrijden tegen GFC.                    |

### Betaald voetbal 1955-1963
In het seizoen 1955-1956 debuteerde VV Oldenzaal in de eerste klasse C van het Nederlands profvoetbal. In dat seizoen waren er twee hoofdklassen en drie eerste klassen. Een seizoen later was er een herstructurering in het betaald voetbal tot een ere-, eerste en tweede divisie. Na acht seizoenen keerde de vereniging terug tot de amateurs.

### VV Oldenzaal vanaf 1963
In 1963 speelde VV Oldenzaal een beslissingswedstrijd tegen P.E.C.. Het resultaat maakte uit welke club naar de eerste klasse amateurs terugkeerde als landskampioen De Valk bij de amateurs naar het betaalde voetbal wilde gaan. De wedstrijd werd voor 5.000 toeschouwers gespeeld op het Heracles-terrein in Almelo. Oldenzaal won met 5–1 en leek behouden voor betaald voetbal. Financieel gezien bleek het betaalde voetbal voor Oldenzaal geen haalbare kaart meer te zijn en de club keerde vrijwillig terug naar de rijen der amateurs. Omdat Oldenzaal zich vrijwillig terugtrok, werd de club in het seizoen 1963-1964 ingedeeld in de vierde klasse KNVB.

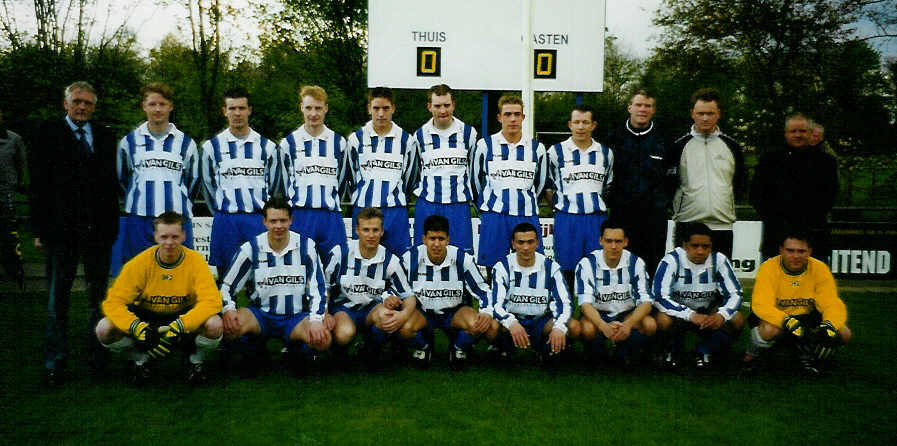
Kampioenselftal 2001
Voorste rij: Hans Braamer, René Suelmann, Maurice Teussink, Venancio Ramirez, Oguzhan Sahin, Marco de Pruyssenaere, Gilbert de Haas en Ard Liedenbaum
Staande: Tonny Vreeling (elftalleider), Jordy Oortman, Bas de Leeuw, Pascal Oortman, Tom Roode, Roy Kuipers, Erwin Brouwer, Edo Hilgenberg, Bert Prins (verzorger), Erwin te Nijenhuis (vlagger), en Jan Megelink (trainer)

| Seizoen   | Resultaat  | Gevolg                                                                |
| --------- | ---------- | --------------------------------------------------------------------- |
| 1963-1964 | Kampioen   | Promotie naar de 3de klasse KNVB                                      |
| 1969-1970 | Kampioen   | Promotie naar de 2de klasse KNVB                                      |
| 1972-1973 | Degradatie | Terug naar de 3de klasse KNVB                                         |
| 1974-1975 | Degradatie | Terug naar de 4de klasse KNVB                                         |
| 1989-1990 | Kampioen   | Promotie naar de 3de klasse KNVB                                      |
| 1991-1992 | Degradatie | Terug naar de 4de klasse KNVB                                         |
| 2000-2001 | Kampioen   | Promotie naar de 3de klasse KNVB                                      |
| 2001-2002 | Degradatie | Terug naar de 4de klasse KNVB                                         |
| 2004-2005 | Kampioen   | Oldenzaal won de beslissingswedstrijd tegen SV De Lutte met 2-1       |
| 2006-2007 | Degradatie | Terug naar de 4de klasse KNVB                                         |
| 2009-2010 | Kampioen   | Promotie naar de 3de klasse KNVB                                      |
| 2013-2014 | Degradatie | Terug naar de 4de klasse KNVB                                         |
| 2015-2016 | Promotie   | Oldenzaal won de beslissingswedstrijden tegen Diepenveen (3-0 en 0-2) |
| 2017-2018 | Degradatie | Terug naar de 4de klasse KNVB                                         |

## VV Oldenzaal nu

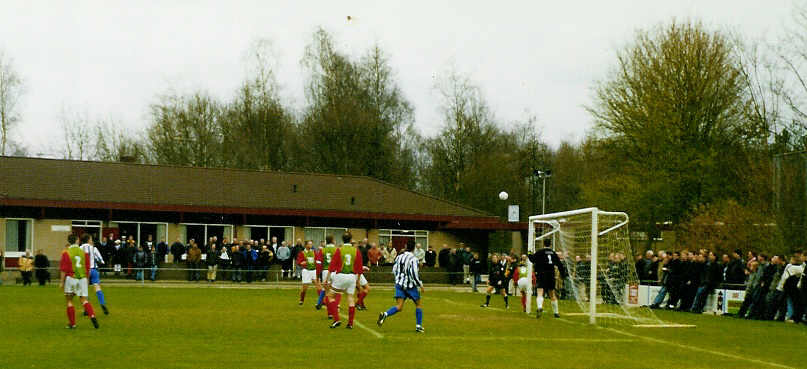
VV Oldenzaal sportpark

VV Oldenzaal heeft 250 leden. Er zijn drie seniorenelftallen en twee 35+ elftallen. De thuiswedstrijden worden gespeeld op Sportpark "De Thij" aan de Bornsedijk 62 te Oldenzaal. VV Oldenzaal beschikt over een hoofdveld, kunstgrasveld, trainingsveld en een klein kunstgras pupillenveld. Op 6 juni, Pinkstermaandag, 2022 speelde het eerste elftal van VV Oldenzaal de laatste competitiewedstrijd en degradeerde naar de vijfde klasse. In deze klasse zullen ze echter nooit uitkomen. Voor het seizoen 2022/2023 krijgt de club geen prestatie eerste elftal meer op de been. Ook zijn er geen jeugdelftallen meer. De vereniging gaat voorlopig verder met recreatief voetballen. Op 17 juni 2024 ging de Raad akkoord en kocht de Gemeente Oldenzaal het oude clubgebouw van VV Oldenzaal gelegen op sportpark De Thy, dat nog eigendom was van Stichting clubhuis 't Heuveltje.  
VV Oldenzaal is inmiddels verhuisd naar het Sportpark 't Westerik, waar ook ZVV De Esch speelt.     

## Competitieresultaten 1928–2018
| 3 4A |

| 1 4A |

| 2 3A |

| 8 3A |

| 7 4A |

| 4 4A |

| 8 4A |

| 5 4A |

| 2 4A |

| 1 4A |

| 1 3A |

| 4 3A |

| 5 B |

| 5 3A |

| 2 3B |

| 1 3B |

| 1 3B |

|  |

| 5 2A |

| 2 2A |

| 10 2A |

| 5 2A |

| 10 2A |

| 3 3A |

| 1 3A |

| 5 2A |

| 11 2A |

| 9 2A |

| 12 C |

| 7 A |

| 9 B |

| 9 B |

| 10 B |

| 10 |

| 11 |

| 17 A |

| 1 4B |

| 2 3A |

| 7 3A |

| 3 3A |

| 12 3A |

| 2 3A |

| 1 3A |

| 7 2B |

| 6 2B |

| 11 2B |

| 11 3A |

| 11 3A |

| 6 4A |

| 10 4A |

| 4 4A |

| 5 4A |

| 10 4A |

| 7 4A |

| 7 4A |

| 8 4B |

| 4 4A |

| 3 4A |

| 4 4A |

| 10 4A |

| 8 4A |

| 4 4A |

| 1 4A |

| 8 3A |

| 10 3A |

| 6 4B |

| 4 4B |

| 5 4B |

| 4 4A |

| 3 4B |

| 3 4B |

| 4 4B |

| 2 4A |

| 1 4A |

| 13 3A |

| 6 4A |

| 3 4A |

| 2 4A |

| 3 3A |

| 12 3A |

| 2 4A |

| 4 4A |

| 1 4A |

| 4 3A |

| 9 3A |

| 5 3A |

| 13 3A |

| 6 4A |

| 2 4A |

| 11 3A |

| 12 3A |

| - 4A |

2005: de beslissingswedstrijd om het klassekampioenschap in zondag 4A werd op 22 mei bij DOS '19 met 2-1 gewonnen van SV De Lutte.
| Tweede divisie | Eerste klasse (profniveau) | Tweede klasse | Derde klasse | Vierde klasse | Noodcompetitie |

In elke staaf van de grafiek staat van boven naar beneden vermeld: 
- Eindnotering

Dit is de positie die de club heeft bereikt in de competitie, zonder eventuele beslissings-, play-off- of nacompetitiewedstrijden die nodig zijn geweest om bijvoorbeeld de kampioen van de competitie te bepalen.
Indien een * achter het getal staat is de notering een tussenstand en kan het zijn dat de notering niet overeenkomt met de uiteindelijke eindstand van de competitie.
Staat er een - dan is het seizoen nog bezig en is er geen definitieve uitslag bekend.
Staat er xx op de positie van de notering, dan heeft de club vroegtijdig de competitie verlaten. Dit kan onder andere komen door terugtrekking van het team, faillissement van de club of door een uitgedeelde straf van de KNVB. In veel gevallen staat elders in het artikel de reden vermeld.
Staat er een ? dan is het resultaat uit het verleden onbekend, en is alleen de competitie of het niveau bekend van dat seizoen.
In de seizoenen 2019/20 en 2020/21 werd wegens de coronacrisis het amateurvoetbal afgebroken. Daardoor kennen deze staven geen eindklassering (middels -- weergegeven).
- Competitieniveau en afdelingsletter of Officiële eindstand Eredivisie
  - Competitieniveau en afdelingsletter

Hierbij geeft het getal het niveau weer, dat ook terug te vinden is in de legenda. De letter is de afdelingsaanduiding en wordt gebruikt wanneer er meer afdelingen zijn op hetzelfde niveau. De afdelingsletter is altijd een hoofdletter en wordt meestal zonder nummer gebruikt.
Voorbeeld: 2F is niveau 2e klasse competitie F.
Het competitieniveau en nummer wordt niet vermeld wanneer er slechts één competitie van dit niveau was.
  - Officiële eindstand Eredivisie (getal staat tussen haakjes vermeld)

Sinds de introductie van play-offwedstrijden voor Europees voetbal na afloop van de reguliere competitie in 2005/06, is de KNVB verplicht een eindstand van de Eredivisie door te geven aan de UEFA aan de hand van deze play-offwedstrijden.
Bij deze eindstand staan clubs die zich hebben gekwalificeerd voor Europees voetbal hoger dan clubs die zich niet wisten te kwalificeren. Indien er geen verschil was tussen de eindnotering en de officiële eindstand, staat dit getal niet vermeld.

- Onderafdeling

Hier staat afgekort de naam van de onderafdeling indien de club in dat jaar in een onderafdeling uitkwam. Tevens staat deze afkorting in de legenda en wordt gelinkt naar het artikel over deze onderafdeling. Deze afkorting wordt alleen vermeld wanneer de club in het verleden in verschillende onderafdelingen heeft gespeeld. Deze vermelding is in de staaf altijd in kleine letters. Deze onderafdelingen zijn na het seizoen 1995/96 afgeschaft. Heeft de club in slechts één onderafdeling gespeeld, dan is dit alleen terug te vinden in de legenda.
Onder de staaf staat het jaartal vermeld waarin het seizoen is afgesloten. 15 verwijst naar het seizoen 2014/15 of eventueel het seizoen 1914/15.
Wanneer een staaf leeg is, zijn deze gegevens niet bekend. Het kan ook zijn dat de club dat seizoen niet heeft meegespeeld op het hogere amateurniveau, vroegtijdig de competitie heeft verlaten of uit de competitie is gezet.

In het seizoen 1944/45 was er wegens de Tweede Wereldoorlog geen regulier competitievoetbal.
| Seizoen     | Voorzitter              | Hoofdtrainer         |
| ----------- | ----------------------- | -------------------- |
| 1914 - 1918 | B.Visscher              | Geen trainer         |
| 1918 - 1927 | W.Hartkamp              | Geen trainer         |
| 1927 - 1928 | Chr. Siers              | Geen trainer         |
| 1928 - 1930 | H.Hartkamp              | Tim Coleman          |
| 1930 - 1931 | H.Hartkamp              | Curtiss              |
| 1931 - 1933 | H.Hartkamp              | Geen trainer         |
| 1933 - 1934 | B.Wilberink             | Geen trainer         |
| 1934 - 1935 | J.W.Wensel              | Geen trainer         |
| 1935 - 1937 | J.W.Wensel              | J.A.J. Fröhlich      |
| 1937 - 1939 | J.W.Wensel              | De Graaf/Haas        |
| 1935 - 1940 | J.W.Wensel              | Läufer               |
| 1940 - 1941 | J.W.Wensel              | onbekend             |
| 1941 - 1942 | G.L.J.Velthuis          | C.H.W. de Bois jr    |
| 1942 - 1944 | G.L.J.Velthuis          | Nico Fröhlich        |
| 1944 - 1945 | G.L.J.Velthuis          | C.W.Jans             |
| 1945 - 1946 | G.L.J.Velthuis          | J.A.J. Fröhlich      |
| 1946 - 1949 | G.L.J.Velthuis          | P.Huisken            |
| 1949 - 1950 | G.L.J.Velthuis          | B.Frijsteen          |
| 1950 - 1951 | G.L.J.Velthuis          | A. van de Enden      |
| 1951 - 1956 | G.L.J.Velthuis          | Hennie Möring        |
| 1956 - 1958 | G.L.J.Velthuis          | Thim van der Laan    |
| 1958 - 1959 | G.L.J.Velthuis          | Piet Vogelzang       |
| 1959 - 1963 | G.L.J.Velthuis          | Wim de Bois          |
| 1963 - 1966 | Hennie Bussmann         | Jan Wiggers          |
| 1966 - 1967 | Hennie Bussmann         | Nico van Triest      |
| 1967 - 1970 | Hennie Bussmann         | Jack Jurissen        |
| 1970 - 1971 | Hennie Busmmann         | Jan Lentink          |
| 1971 - 1972 | Hennie Bussmann         | Henny Wiegerink      |
| 1972 - 1973 | Hennie Bussmann         | H.Even               |
| 1973 - 1974 | Piet Bakkenes           | H.Even               |
| 1974 - 1975 | Piet Bakkenes           | Jack Jurissen        |
| 1975 - 1979 | Maarten van Staalduinen | Freddy van Gils      |
| 1979 - 1980 | Maarten van Staalduinen | Gerrit Megelink      |
| 1980 - 1983 | Maarten van Staalduinen | Bennie Leemreize     |
| 1983 - 1986 | Maarten van Staalduinen | Henk Bruinink        |
| 1986 - 1987 | Jan Pierik              | Henk Bruinink        |
| 1987 - 1990 | Jan Pierik              | Hennie Hendriksen    |
| 1990 - 1992 | Maarten van Staalduinen | Jos Kattenpoel O.H.  |
| 1992 - 1993 | Willy Ahlers            | Hennie Hendriksen    |
| 1993 - 1998 | Willy Ahlers            | Jan Toebak           |
| 1998 - 2000 | Hennie Pool             | Frits van Laar       |
| 2000 - 2003 | Hennie Pool             | Jan Megelink         |
| 2003 - 2004 | Hennie Pool             | Carel Peperkamp      |
| 2004 - 2005 | Ronald Wienk            | Carel Peperkamp      |
| 2005 - 2006 | Ronald Wienk            | Jan Megelink         |
| 2006 - 2007 | Ronald Wienk            | Henry Kuipers        |
| 2007 - 2010 | Ronald Wienk            | Haico Groener        |
| 2010 - 2014 | Ronald Wienk            | Peter de Vries       |
| 2014 - 2017 | Bas Oosting (a.i.)      | Clemens Zwijnenberg  |
| 2017 - 2017 | Bas Oosting (a.i.)      | Joost Klein Buursink |
| 2017 - 2021 | Cor Oostendorp          | Joost Klein Buursink |
| 2021- 2022  | Cor Oostendorp          | Venancio Ramirez     |
| 2022-       | Mark van Gils           |                      |

## Hoogtepunten VV Oldenzaal
- Augustus 1922: ingebruikneming van de legendarische voetbaltempel "'t Heuveltje".
- 18 juni 1939: In verband met het 25-jarig bestaan van VV Oldenzaal was er op 't Heuveltje de jubileumwedstrijd Sportclub Enschede tegen Feyenoord. Beide verenigingen speelden in de hoogste klasse van de N.V.B. Ruim 4.000 toeschouwers bezochten deze wedstrijd, die door Feyenoord met 2-1 werd gewonnen.
- 20 juli 1971: VV Oldenzaal speelde tegen Ajax, met onder andere Johan Cruijff, Johan Neeskens en Gerrie Mühren. Uitslag 8-1 voor Ajax.
- 28 augustus 1976: ingebruikname van het huidige sportcomplex "de Thij".
- 14 juli 2004: jubileumwedstrijd VV Oldenzaal -FC Twente 0-7.
- 4 juli 2012: Om de Vriendencup, een initiatief van de Vriendenloterij: VV Oldenzaal - Ajax 0-11
- 28 maart 2014: Jubileumboek VV Oldenzaal "Vriendschap en verbondenheid. Een eeuw voetbalvermaak 1914-2014".
- 24 mei 2014: VV Oldenzaal ontvangt de Gouden erepenning van de stad Oldenzaal.
- 6 juli 2014: Jubileumwedstrijd VV Oldenzaal - FC Twente 1-14.

## Betaald voetbal

### Seizoensoverzichten
| Resultaten van Oldenzaal sinds de toetreding in het betaald voetbal in 1955 tot de terugtreding in 1963 | Resultaten van Oldenzaal sinds de toetreding in het betaald voetbal in 1955 tot de terugtreding in 1963 | Resultaten van Oldenzaal sinds de toetreding in het betaald voetbal in 1955 tot de terugtreding in 1963 | Resultaten van Oldenzaal sinds de toetreding in het betaald voetbal in 1955 tot de terugtreding in 1963 | Resultaten van Oldenzaal sinds de toetreding in het betaald voetbal in 1955 tot de terugtreding in 1963 | Resultaten van Oldenzaal sinds de toetreding in het betaald voetbal in 1955 tot de terugtreding in 1963 | Resultaten van Oldenzaal sinds de toetreding in het betaald voetbal in 1955 tot de terugtreding in 1963 | Resultaten van Oldenzaal sinds de toetreding in het betaald voetbal in 1955 tot de terugtreding in 1963 | Resultaten van Oldenzaal sinds de toetreding in het betaald voetbal in 1955 tot de terugtreding in 1963 | Resultaten van Oldenzaal sinds de toetreding in het betaald voetbal in 1955 tot de terugtreding in 1963 | Resultaten van Oldenzaal sinds de toetreding in het betaald voetbal in 1955 tot de terugtreding in 1963 | Resultaten van Oldenzaal sinds de toetreding in het betaald voetbal in 1955 tot de terugtreding in 1963 | Resultaten van Oldenzaal sinds de toetreding in het betaald voetbal in 1955 tot de terugtreding in 1963 |
| Seizoen                                                                                                 | Competitie                                                                                              | Competitie                                                                                              | Competitie                                                                                              | Competitie                                                                                              | Competitie                                                                                              | Competitie                                                                                              | Competitie                                                                                              | Competitie                                                                                              | Competitie                                                                                              | Kwalificatie                                                                                            | KNVB beker                                                                                              | Bijzonderheid                                                                                           |
| Seizoen                                                                                                 | Divisie                                                                                                 | GW | W | G | V | DV | DT | PNT | POS | Kwalificatie                                                                                            | KNVB beker                                                                                              | Bijzonderheid                                                                                           |
| --- | --- | --- | --- | --- | --- | --- | --- | --- | --- | --- | --- | --- |
| 1955/56                                                                                                 | Eerste klasse C                                                                                         | 30 | 10 | 4 | 16 | 51 | 69 | 24 | 12e | Rechtstreekse degradatie                                                                                | Geen bekertoernooi                                                                                      | Oldenzaal treedt toe tot het betaald voetbal                                                            |
| 1956/57                                                                                                 | Tweede divisie A                                                                                        | 28 | 8 | 11 | 9 | 51 | 57 | 27 | 7e | – | 3e ronde                                                                                                | – |
| 1957/58                                                                                                 | Tweede divisie B                                                                                        | 28 | 10 | 5 | 13 | 50 | 49 | 25 | 9e | – | 2e ronde                                                                                                | – |
| 1958/59                                                                                                 | Tweede divisie B                                                                                        | 26 | 9 | 4 | 13 | 41 | 48 | 22 | 9e | – | 2e ronde                                                                                                | – |
| 1959/60                                                                                                 | Tweede divisie B                                                                                        | 24 | 7 | 8 | 9 | 34 | 44 | 22 | 10e | – | Geen bekertoernooi                                                                                      | – |
| 1960/61                                                                                                 | Tweede divisie                                                                                          | 34 | 14 | 6 | 14 | 52 | 61 | 34 | 10e | – | 2e ronde                                                                                                | – |
| 1961/62                                                                                                 | Tweede divisie                                                                                          | 28 | 10 | 6 | 12 | 30 | 41 | 26 | 11e | Nacompetitie                                                                                            | 1e ronde                                                                                                | Beslissingswedstrijden tegen N.E.C. (0–1) en De Graafschap (2–0)                                        |
| 1962/63                                                                                                 | Tweede divisie A                                                                                        | 32 | 6 | 8 | 18 | 40 | 69 | 20 | 17e | Nacompetitie                                                                                            | 2e ronde                                                                                                | Degradatiewedstrijd tegen PEC (5–1) Oldenzaal stapt uit het betaald voetbal om financiële redenen.      |

### Bekerwedstrijden
| Resultaten van Oldenzaal in het bekertoernooi van 1955 tot 1963 | Resultaten van Oldenzaal in het bekertoernooi van 1955 tot 1963 | Resultaten van Oldenzaal in het bekertoernooi van 1955 tot 1963 | Resultaten van Oldenzaal in het bekertoernooi van 1955 tot 1963 | Resultaten van Oldenzaal in het bekertoernooi van 1955 tot 1963 |                      |
| Seizoen                                                         | Ronde                                                           | Club                                                            | Score                                                           | Doelpuntenmakers Oldenzaal                                      |                      |
| --------------------------------------------------------------- | --------------------------------------------------------------- | --------------------------------------------------------------- | --------------------------------------------------------------- | --------------------------------------------------------------- | -------------------- |
| 1955/56                                                         | (Geen bekertoernooi)                                            | (Geen bekertoernooi)                                            | (Geen bekertoernooi)                                            | (Geen bekertoernooi)                                            | (Geen bekertoernooi) |
| 1956/57                                                         | 1R                                                              | Quick '20                                                       | 2–0                                                             | Gerrit de Leeuw, Henk van Amelsvoort                            |                      |
|                                                                 | 2R                                                              | Heerenveen                                                      | 2–1                                                             | Gerrit de Leeuw, Toon Valks                                     |                      |
|                                                                 | Tussenronde                                                     | De Graafschap                                                   | 2–1                                                             | Ton Pierik, Gerrit Kuiper                                       |                      |
|                                                                 | 3R                                                              | VVV                                                             | 0–4                                                             | (–)                                                             |                      |
| 1957/58                                                         | 1R                                                              | Quick '20                                                       | 4–4 (Door vanwege uitspelende ploeg)                            | Johan Beuvink (2x), Ton Pierik, Jacob Edel                      |                      |
|                                                                 | 2R                                                              | Leeuwarden                                                      | 1–2                                                             | Gerrit Kuiper                                                   |                      |
| 1958/59                                                         | 1R                                                              | Quick '20                                                       | 3–1                                                             | Henk Ensink, Hennie Koopman, Gerrit Kuiper                      |                      |
|                                                                 | 2R                                                              | Hengelo                                                         | 0–2                                                             | (–)                                                             |                      |
| 1959/60                                                         | (Geen bekertoernooi)                                            | (Geen bekertoernooi)                                            | (Geen bekertoernooi)                                            | (Geen bekertoernooi)                                            | (Geen bekertoernooi) |
| 1960/61                                                         | Groep                                                           | Rigtersbleek                                                    | 1–3                                                             | Herman Schouwink                                                |                      |
|                                                                 | Groep                                                           | Enschedese Boys                                                 | 2–2                                                             | Peter Hoomans (2x)                                              |                      |
|                                                                 | Groep                                                           | Tubantia                                                        | 5–0                                                             | Henk Kalsbeek (3x), Gerrit Plas, Peter Hoomans                  |                      |
|                                                                 | Groep                                                           | SC Enschede                                                     | 1–1                                                             | Hennie Koopman                                                  |                      |
|                                                                 | 1R                                                              | Enschedese Boys                                                 | 2–1                                                             | Herman Schouwink, Henk Renssen                                  |                      |
|                                                                 | 2R                                                              | Heracles                                                        | 0–1                                                             | (–)                                                             |                      |
| 1961/62                                                         | 1R                                                              | Tubantia                                                        | 1–3                                                             | Johan Beuvink                                                   |                      |
| 1962/63                                                         | 1R                                                              | Tubantia                                                        | 2–1 (n.v.)                                                      | Henk Kalsbeek, Johan Beuvink                                    |                      |
|                                                                 | 2R                                                              | Eindhoven                                                       | 0–7                                                             | (–)                                                             |                      |

### Topscorers
- 1955/56:  Gerrit Kuiper (17)
- 1956/57:  Gerrit de Leeuw (13)
000000 :  Hennie Koopman (13)

- 1957/58:  Gerrit Kuiper (15)
- 1958/59:  Gerrit Kuiper (21)
- 1959/60:  Gerrit Kuiper (14)

- 1960/61:  Peter Hoomans (12)
- 1961/62:  Peter Hoomans (8)
- 1962/63:  Jannie Hulsink (8)

### Trainers
- 1951–1956:  Hennie Möring
- 1956–1958:  Thim van der Laan
- 1958–1959:  Piet Vogelzang
- 1959–1963:  Wim de Bois